# カミャネツ＝ポディリシキー要塞
カミャネツ＝ポディリシキー要塞（かみゃねつ・ぽでぃりしきーようさい・宇: Кам'янець-Подільська фортеця）は、ウクライナのカミャネツ＝ポディリシキー近郊にある要塞遺跡である。

## 歴史
定説では、この要塞は14世紀後半に建設されたと考えられている。1374年にカリヨタス王子からの文書で初めて言及されたこの場所は、当時、ロシア西部の領土がリトアニア大公国の支配下にあった時代だった。しかし、一部の歴史家は、この城がキエフ大公国の時代、あるいはローマ帝国時代に木造城として建てられたとの意見を持っている。ただし、後者は可能性が非常に低く、前者もしばしば疑義を呈せられている。しかし、キエフ大公国の時代、カミャネツ＝ポディリシキーの周囲には別の場所に土の要塞があったことが証明されている。
この城は15世紀にはすでに老朽化していましたが、カミアネツと近隣の交易路の防衛にとって重要な役割を果たし続けました。その結果、ヴォイヴォダは15世紀初頭に施設の近代化を始めた。
16世紀、カミャネツ＝ポディリシキー要塞は東方教会の要塞と見なされ、教皇は城の近代化と再建に同意した。1672年にはこの城はオスマン帝国に占領されたが、17世紀の間にポーランドに返還された。ポーランド・リトアニアの解体後、この城はロシア帝国の所有となり、軍事的な役割を失った。19世紀には、要塞は刑務所として使用された。20世紀には博物館に転用された。

## ギャラリー
- カミャネツ＝ポディリシキーの街と要塞を示す1691年のフランスの地図
- パティオ
- 外部から

## 脚註